# Julia Harting
Julia Harting z domu Fischer (ur. 1 kwietnia 1990 w Berlinie) – niemiecka lekkoatletka specjalizująca się w rzucie dyskiem.

## Kariera sportowa
Karierę zaczynała od zdobycia tytułu mistrzyni świata juniorek młodszych (2007). Rok po tym sukcesie wywalczyła w Bydgoszczy wicemistrzostwo globu juniorek, a w 2009 osiągnęła kolejny sukces zostając srebrną medalistką mistrzostw Europy juniorów. W 2016 zdobyła srebrny medal mistrzostw Europy oraz była dziewiąta na igrzyskach olimpijskich w Rio de Janeiro.
Medalistka mistrzostw Niemiec oraz reprezentantka kraju na drużynowych mistrzostwach Europy i w meczach międzypaństwowych.
Okazjonalnie startuje także w pchnięciu kulą – w tej konkurencji zdobyła m.in. brązowy medal mistrzostw Niemiec w kategorii juniorów.
We wrześniu 2016 roku wyszła za mistrza olimpijskiego w rzucie dyskiem Roberta Hartinga.
Rekord życiowy w rzucie dyskiem: 68,49 (21 maja 2016, Halle).

## Osiągnięcia
| Rok  | Impreza                                 | Miejsce        | Lokata            | Wynik |
| ---- | --------------------------------------- | -------------- | ----------------- | ----- |
| 2007 | Mistrzostwa świata juniorów młodszych   | Ostrawa        | 1. miejsce        | 51,39 |
| 2008 | Mistrzostwa świata juniorów             | Bydgoszcz      | 2. miejsce        | 54,69 |
| 2009 | Mistrzostwa Europy juniorów             | Nowy Sad       | 2. miejsce        | 55,11 |
| 2011 | Młodzieżowe mistrzostwa Europy          | Ostrawa        | 1. miejsce        | 59,60 |
| 2013 | Superliga drużynowych mistrzostw Europy | Gateshead      | 2. miejsce        | 62,67 |
| 2013 | Mistrzostwa świata                      | Moskwa         | el. – 13. miejsce | 60,09 |
| 2014 | Mistrzostwa Europy                      | Zurych         | 5. miejsce        | 61,20 |
| 2015 | Superliga drużynowych mistrzostw Europy | Czeboksary     | 5. miejsce        | 57,74 |
| 2015 | Mistrzostwa świata                      | Pekin          | 5. miejsce        | 63,88 |
| 2016 | Mistrzostwa Europy                      | Amsterdam      | 2. miejsce        | 65,77 |
| 2016 | Igrzyska olimpijskie                    | Rio de Janeiro | 9. miejsce        | 62,67 |
| 2017 | Mistrzostwa świata                      | Londyn         | 9. miejsce        | 61,34 |